# Steatite
La steatite è una roccia metamorfica somigliante alla giada, anche se con un aspetto maggiormente polveroso.
È conosciuta anche col nome di:
- pietra saponaria, per via della presenza di talco; è un componente di alcune qualità di talchi preparati per l'industria cosmetica e farmaceutica.
- pietra ollare, o ollite, da olla, ovvero pentola, pignatta, vaso, ciotola, a sua volta dal latino volla, bollire, bollente[1], poiché si presta alla cottura di liquidi e cibi ad alte temperature.
- gesso di Briançon, poiché ricavato dalle montagne della zona omonima, anche se risulta molto più duro del normale gesso (che è, invece, un solfato di calcio).

## Caratteristiche
Roccia a struttura minutamente squamosa, costituita quasi esclusivamente da minerali del gruppo delle cloriti, detta anche pietra ollare, perché la sua facile lavorabilità al tornio la rende adatta a farne pentole, nonché vasi e altri oggetti, si rinviene in grossi banchi in Valtellina e a Chiavenna.
Solitamente appare di colore verde, ma esistono varianti bianche, crema, nero, bluastro e rosso. Nel nord Italia è diffusa nei colori rosso, bluastro o verde chiaro e si trova spesso associata ad affioramenti di rocce ofiolitiche tipiche del basso Piemonte, della Valmalenco (e più in generale della Valtellina) e dell'entroterra della Liguria. È una variante del talco, del quale condivide numerose caratteristiche, tra cui la finezza della polvere residua della lavorazione. Questa polvere è scivolosa al tatto, dacché l'etimologia del nome, che proviene dal greco steàzein, "rendere grasso", o da stèatos, genitivo di stèar, "grasso".
La steatite, diffusa quasi in ogni continente del globo, si compone di
- magnesio idrato silicato, con un tasso di talco al 40-50%,
- magnesite al 40-50%,
- penninite al 5-8%.

La presenza di talco la rende estremamente lavorabile, i restanti componenti le assicurano la compattezza e la durabilità. È difatti una roccia metamorfica molto tenera, derivata dal fatto che il minerale talco in essa contenuto ha una durezza nella scala di Mohs pari a 1.
La steatite viene utilizzata da secoli da tutti i popoli per vari scopi, data sia la facilità di modellarla, anche con strumenti metallici relativamente semplici, sia quella di polirla, levigarla per renderla lucida e "finita". La lavorabilità e durabilità permise agli scultori di creare oggetti artistici, oggetti di culto e numerose altre opere, tra cui sigilli cinesi oggi visibili al museo Guimet a Parigi. Manufatti in steatite sono stati rinvenuti nelle tombe dei faraoni, negli iglù, nei templi e palazzi della Cina e dell'India e in quasi ogni altro angolo del globo.
Venduta a peso dai fornitori di arti plastiche, si presenta in forma di grossi blocchi allungati che variano dai 20 ai 50 cm, di cui, data la frangibilità del materiale, è opportuno controllare l'integrità.
La steatite è resistente al fuoco e non si deteriora alle alte temperature. Ha una conducibilità termica circa 8-10 volte maggiore rispetto al materiale refrattario. Il peso specifico è circa due volte quello dei mattoni refrattari tradizionali e il calore specifico è circa due volte e mezzo più alto. Quest'ultima caratteristica la rende particolarmente adatta alla costruzione delle stufe in maiolica e di stufe in genere. Anche nei climi più freddi era sufficiente accenderle ogni due giorni. In Finlandia alcune stufe erano tanto preziose da venire tramandate di padre in figlio e da influenzare i criteri di costruzione della casa, che non di rado veniva riedificata attorno alla stufa in caso di ristrutturazioni.
A tutt'oggi è un materiale affidabile, amato e usato da artisti, costruttori di stufe e fuochi, piastre calde, produttori di cosmetici o medicinali.
La presenza di talco, con il pericolo di inquinamento da asbesto, pone la pietra in stato di osservazione per possibile rischio di asbestosi, a causa della polvere respirata in fase di lavorazione.
La steatite veniva anche usata per le pietre litografiche.

## Galleria d'immagini

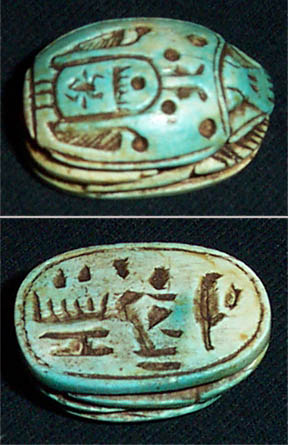
Amuleto egiziano
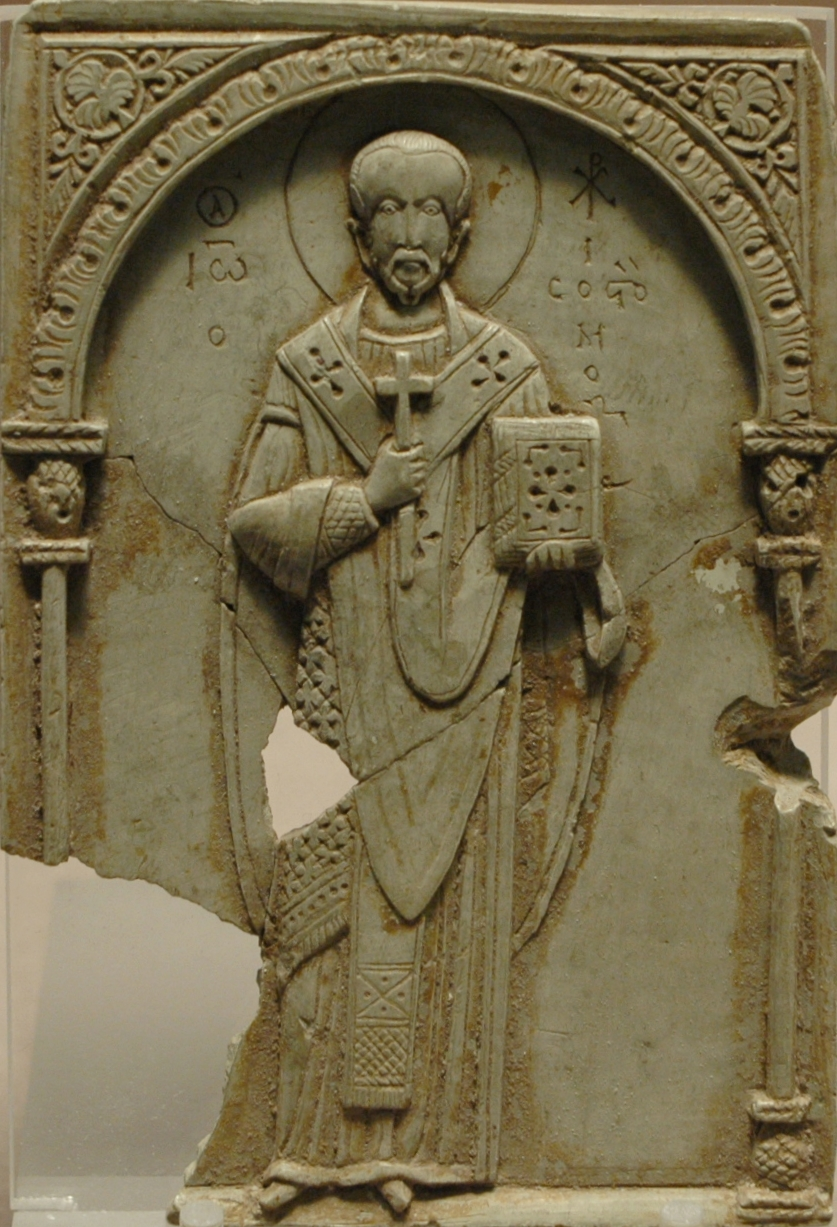
Rilievo su steatite, San Giovanni Crisostomo (XI secolo), Museo del Louvre, Parigi
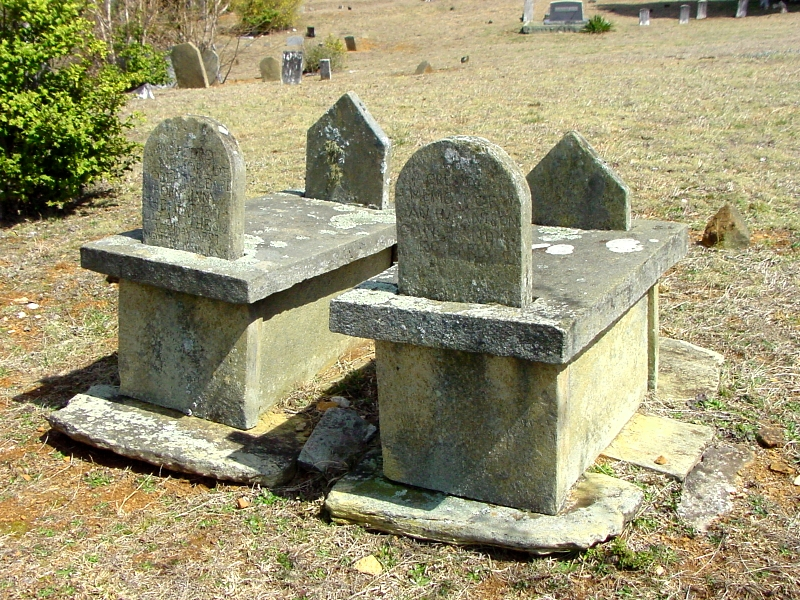
Tombe a Dahlonega, Georgia, USA
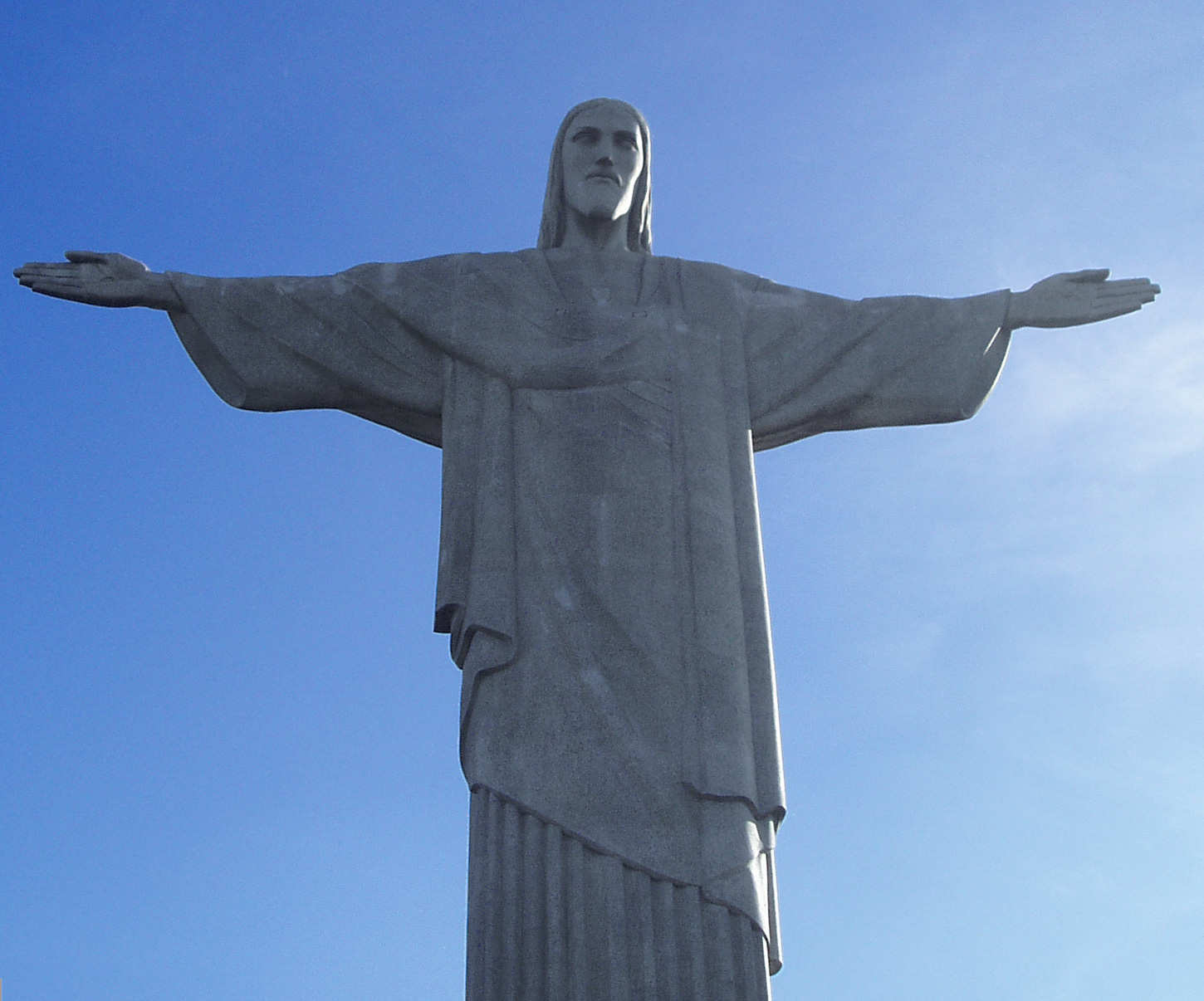
Gli strati esterni della statua del Cristo Redentore sono in steatite